# François Bergot
Pour les articles homonymes, voir Bergot.
François Bergot, né le 17 octobre 1931 à Vitré et mort le 28 janvier 2023 à Versailles, est un conservateur de musée français.

## Biographie
François Bergot est conservateur du musée des Beaux-Arts de Rennes de 1969 à 1978 et directeur des musées de Rouen de 1979 à 1988. Il termine sa carrière comme chargé de mission auprès du directeur des Musées de France.
Il est membre de l'Académie des sciences, belles-lettres et arts de Rouen et de l'Académie des sciences morales, des lettres et des arts de Versailles et d'Île-de-France.

## Publications
- Une œuvre de Jacques Gabriel : l’hôtel de ville de Rennes  (préf. Henri Fréville), Rennes, Oberthur, 1963, 149 p..
- L'église de Toussaints à Rennes, Rennes, Simon, 1973, 61 p..
- Le musée des Beaux-arts de Rouen, Paris, Albin Michel, 1989 (ISBN 2-226-03764-0).
- Guide des collections du musée de Rouen : XVIe – XVIIe siècles, Réunion des musées nationaux, 1992, 232 p. (ISBN 978-2711825592).
- Guide des collections du musée de Rouen : XVIIIe, XIXe et XXe siècles, Réunion des musées nationaux, 1992 (ISBN 978-2711830640).
- Notre-Dame : église paroissiale et royale de Versailles, Versailles, Art Lys, 2005, 95 p. (ISBN 978-2854952667).
- Trésors de l'Académie des sciences, belles-lettres et arts de Rouen, Bonsecours, Point de vues, 2009, 96 p. (ISBN 978-2915548419).

## Distinctions
- Officier de l'ordre national du Mérite
- Commandeur de l'ordre des Arts et des Lettres (1991)
- Chevalier de la Légion d'honneur (1994)